# Meneghinia (protista)
Meneghinia es un género de foraminífero bentónico considerado un sinónimo posterior de Dendritina de la familia Peneroplidae, de la superfamilia Soritoidea, del suborden Miliolina y del orden Miliolida. Su especie tipo era Meneghinia nautiliformis. Su rango cronoestratigráfico abarcaba el Holoceno.

## Clasificación
Meneghinia incluía a la siguiente especie:
- Meneghinia nautiliformis